# AD Renting

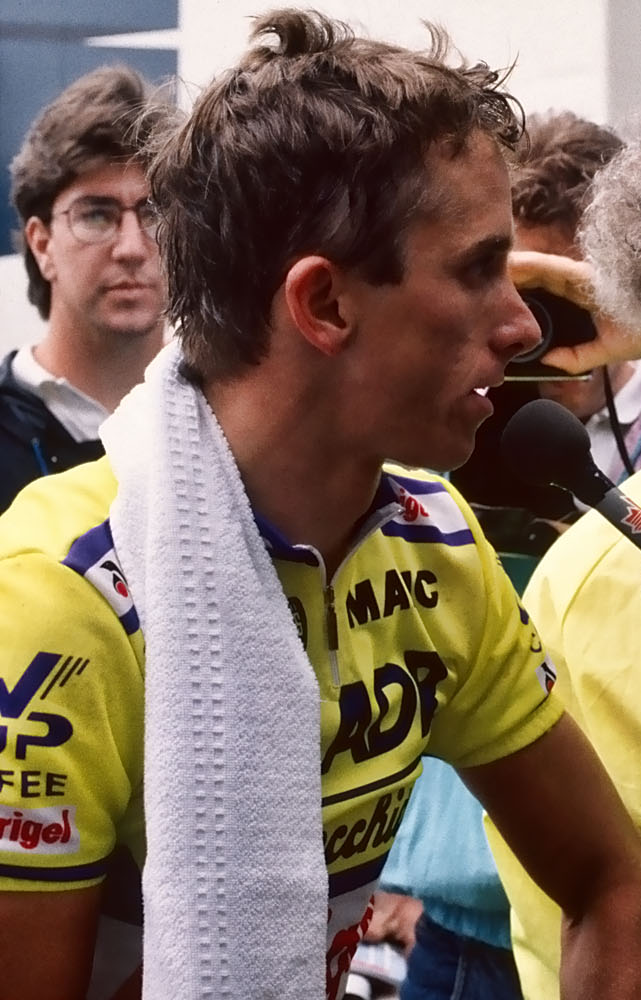
Greg Lemond al 1989

L'equip AD Renting va ser un equip ciclista belga, de ciclisme en ruta que va competir entre 1987 i 1989. Va néixer com a successor de l'antic equip Fangio. Al desaparèixer, tres anys després, va esdevenir el futur Tulip Computers.
El seu principal èxit va ser el Tour de França de 1989 gràcies a Greg LeMond.

## Principals resultats
- París-Roubaix: Dirk Demol (1988)
- Tour de Flandes: Eddy Planckaert (1988)
- Campionat de Flandes: Marnix Lameire (1988)
- E3 Harelbeke: Eddy Planckaert (1989)

### A les grans voltes
- Giro d'Itàlia
  - 1 participacions (1989)
  - 0 victòries d'etapa:
  - 0 classificació finals:
  - 0 classificacions secundàries:

- Tour de França
  - 2 participacions (1988, 1989)
  - 4 victòries d'etapa:
    - 1 el 1988: Eddy Planckaert
    - 3 el 1989: Greg LeMond (3)

  - 1 classificació finals:
    - Greg LeMond (1989)

  - 1 classificacions secundàries:
    - Classificació de la Regularitat: Eddy Planckaert (1988)

- Volta a Espanya
  - 2 participacions (1987, 1989)
  - 2 victòries d'etapa:
    - 2 el 1989: Eddy Planckaert, Marnix Lameire

  - 0 classificació finals:
  - 0 classificacions secundàries: